# Marlene Duffy

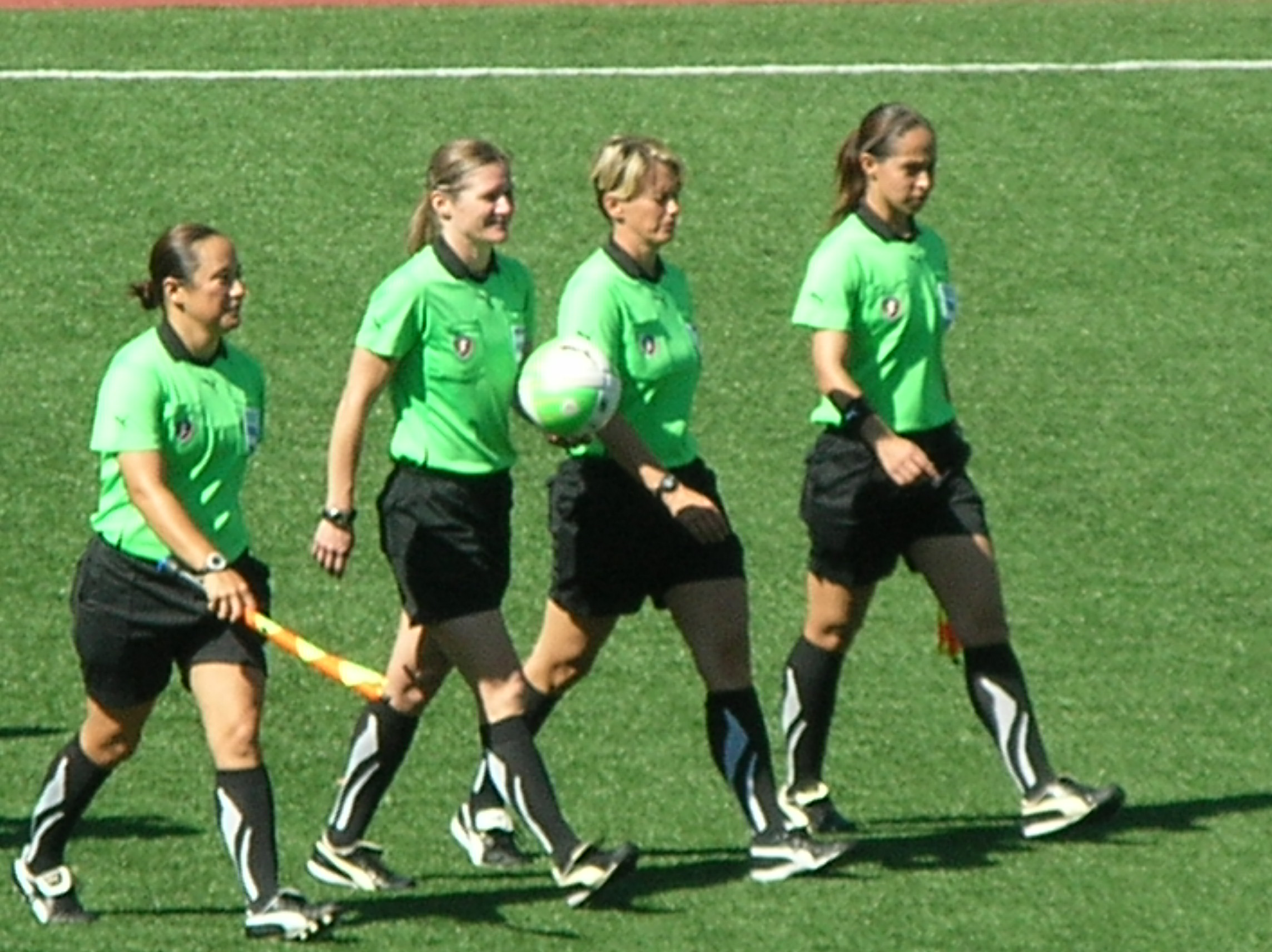
Marlene Duffy (links, 2010)

Marlene Duffy (* 4. August 1979 in Oregon) ist eine ehemalige US-amerikanische Fußballschiedsrichterassistentin.
Duffy ist die Tochter von Oregon State Referee Administrator Patrick Duffy und begann im Alter von 12 Jahren als Schiedsrichterin. In der Folge leitete Duffy rasch Spiele in ihrem Heimatbundesstaat Oregon und auf nationaler Ebene. Ab 2008 stand Duffy auf der Liste der FIFA-Schiedsrichter und leitete internationale Fußballpartien.
Duffy war als Schiedsrichterassistentin (gemeinsam mit Veronica Perez) unter anderem bei der Weltmeisterschaft 2011 in Deutschland (drei Einsätze als Assistentin von Kari Seitz sowie ein Einsatz als Assistentin von Carol Chénard), beim olympischen Fußballturnier 2008 in China und beim olympischen Fußballturnier 2012 im Vereinigten Königreich, beim Women’s Gold Cup 2010 in Mexiko, bei der U-20-Weltmeisterschaft 2010 in Deutschland, bei der U-20-Weltmeisterschaft 2014 in Kanada sowie bei diversen weiteren Qualifikations- und Freundschaftsspielen im Einsatz.
Im August 2015 gab Duffy ihr Karriereende bekannt. Sie arbeitet als Geologin.